# Nhà thờ Thánh Michael Tổng lãnh thiên thần ở Príkra
Nhà thờ Thánh Michael Tổng lãnh thiên thần ở Príkra (tiếng Slovakia: Chrám svätého Michala archanjela v Príkra), còn được gọi là Nhà thờ gỗ, là một nhà thờ Công giáo Hy Lạp được xây dựng bằng gỗ, tọa lạc ở làng Príkra, vùng Prešov, Slovakia. Vào ngày 7 tháng 3 năm 1963, nhà thờ này được ghi danh vào Danh sách Di tích Trung ương theo quyết định của Bộ Văn hóa Cộng hòa Slovakia.

## Lịch sử
Nhà thờ Thánh Michael Tổng lãnh thiên thần ở Príkra được xây dựng vào năm 1777. Nhà thờ được tái thiết lần đầu vào năm 1902 và lần tiếp theo trong giai đoạn 1946 - 1947. Nhà thờ có diện mạo hiện tại kể từ sau lần tái thiết diễn ra trong hai năm 2001 và 2002.

## Miêu tả
Ban đầu, nhà thờ là một tòa nhà bằng gỗ có ba gian, bao xung quanh nhà thờ có các phiến đá thẳng đứng để bảo vệ tòa nhà. Lúc mới xây dựng, nhà thờ có ba quả chuông, trong số đó có một quả nặng 200 kg. Vào năm 1915, hai quả chuông nhỏ nhất và lớn nhất bị dỡ bỏ và sử dụng cho mục đích quân sự. Hiện tại, trong tòa tháp chuông cũng chứa ba quả chuông, một trong số đó có niên đại vào năm 1759, hai quả chuông còn lại được bổ sung vào những năm 1920.